# ما بدأناه
ما بدأناه (بالإنجليزية: What we started)‏ هو فيلم وثائقي أمريكي تم عرضه لأول مرة في 15 يونيو 2017 في مهرجان لوس أنجلوس السينمائي. والفيلم من إخراج بيرت ماركوس وسيروس سعيدي وإنتاج كل من بيرت ماركوس وكاساندرا هامار وسيروس سعيدي وبرت ماركوس للإنتاج.

## روابط خارجية
- ما بدأناه على موقع IMDb (الإنجليزية)
- ما بدأناه على موقع روتن توميتوز (الإنجليزية)
- ما بدأناه على موقع نتفليكس (الإنجليزية)
- ما بدأناه على موقع قاعدة بيانات الفيلم (الإنجليزية)
- ما بدأناه على موقع ليتربوكسد (الإنجليزية)
- ما بدأناه على موقع كينوبويسك (الروسية)